# Théorème de Radó (surfaces de Riemann)
Pour les articles homonymes, voir Théorème de Rado.
En géométrie complexe, le théorème de Radó, démontré par Tibor Radó en 1925, stipule que toute surface de Riemann connexe est à  base dénombrable d'ouverts.
La surface de Prüfer (en) est un exemple, fourni par Radó dans le même article, de 2-variété qui n'est pas à base dénombrable ; elle ne peut donc pas être munie d'une structure de surface de Riemann.
L'analogue de ce théorème en dimensions supérieures est faux : il existe des variétés complexes de dimension (complexe) 2 qui ne sont pas à base dénombrable.